# Greg Stiemsma
Gregory "Greg" Stiemsma (ur. 26 września 1985 w Randolph) – amerykański koszykarz występujący na pozycji środkowego, obecnie współpracownik do spraw rozwoju zawodników w klubie Minnesoty Timberwolves.
12 września 2016 został zawodnikiem Portland Trail Blazers.

## Osiągnięcia
D–League
- Obrońca Roku (2010)[2]
- Zaliczony do składu All-D-League Honorable Mention Team (2010)[3]
- Lider w blokach:
  - D-League (2010)
  - ligi tureckiej (2011)

Reprezentacja
- Brązowy medalista Igrzysk panamerykańskich (2011)[4]
- Lider Igrzysk panamerykańskich w skuteczności rzutów z gry (2011 – 88,9%)[5]